# Силицид вольфрама
Силицид вольфрама — бинарное неорганическое соединение
вольфрама и кремния с формулой W2Si3,
серые кристаллы, не растворяется в воде.

## Получение
- Нагревание порошкообразных вольфрама и кремния в инертной атмосфере:

{\displaystyle {\mathsf {2W+3Si\ {\xrightarrow {T}}\ W_{2}Si_{3}}}}

## Физические свойства
Силицид вольфрама образует серые кристаллы.
Не растворяется в воде.

## Химические свойства
- Реагирует с плавиковой и азотной кислотами.

- Реагирует с расплавами щелочей.

## Применение
Тонкие плёнки силицида вольфрама, при криогенных температурах, проявляют свойства сверхпроводников. Этот феномен используется для производства т.н. сверхпроводящих нанопроволочных одно-фотонных детекторов (SNSPD). Высокая чувствительность таких детекторов позволяет применять их в составе лидаров высокого разрешения.